# 茨城県立茎崎高等学校
茨城県立茎崎高等学校（いばらきけんりつくきざきこうとうがっこう）は茨城県つくば市茎崎に所在する公立の高等学校。1984年（昭和59年）に稲敷郡茎崎町（現・つくば市）、筑波研究学園都市茎崎地区に開校。

## 設置学科
- 定時制課程
  - 普通科

## 制服
- 定時制高校になるまでの制服は森英恵デザインによるもの。

## 行事
- 4月 修学旅行（3年次）
- 5月 生徒総会
- 10月 翔輝祭（文化祭）
- 11月 歩く会（筑波山）

## 交通
- 常磐線牛久駅から関東鉄道バス、「茎崎高校」下車。または「茎崎高校入口」下車徒歩。
- つくばエクスプレスみどりの駅からつくバス自由が丘シャトル、「茎崎高校北」下車徒歩。

## その他
学校のある場所の現在の地名（大字）は「茎崎」であるが、かつては「庄兵衛新田」と称した。庄兵衛新田は、牛久沼畔の牛久市、龍ケ崎市にまたがっており（龍ケ崎市は庄兵衛新田町）、一方「茎崎」は、当時の自治体の名前から採られたものである。